# Патера
Патѐра (на латински: patera) е метален, по-рядко глинен съд за религиозни обреди.
Представлява плитко блюдо с дръжка с пластична украса и завършваща с глава на овен, куче или пантера. Използва се през елинистическата и римската епоха за възлияния. Открива се при археологически проучвания в надгробни могили.